# Municipio de Cedron
El municipio de Cedron (en inglés: Cedron Township) es un municipio ubicado en el condado de Lincoln en el estado estadounidense de Kansas. En el año 2010 tenía una población de 35 habitantes y una densidad poblacional de 0,37 personas por km².

## Geografía
El municipio de Cedron se encuentra ubicado en las coordenadas 39°10′32″N 98°26′1″O / 39.17556, -98.43361. Según la Oficina del Censo de los Estados Unidos, el municipio tiene una superficie total de 94.02 km², de la cual 93,95 km² corresponden a tierra firme y (0,08 %) 0,07 km² es agua.

## Demografía
Según el censo de 2010, había 35 personas residiendo en el municipio de Cedron. La densidad de población era de 0,37 hab./km². De los 35 habitantes, el municipio de Cedron estaba compuesto por el 100 % blancos. Del total de la población el 0 % eran hispanos o latinos de cualquier raza.